# Anisochaeta
Anisochaeta, monotipski rod od glavočika samješten u tribus Athroismeae, dio potporodice Asteroideae. Jedina vrsta je A. mikanioides, endem Južne Afrike iz provincije KwaZulu-Natal.
Rod je opisan u Prodromus Systematis Naturalis Regni Vegetabilis 5: 109. 1836.